# Lũ lụt Ấn Độ 2009
Trận lụt ở vùng Nam Ấn Độ tháng 10 năm 2009 gây ảnh hưởng vài tiểu bang của Ấn Độ. Ngày 5 tháng 10, nhân viên cấp cứu chất đầy bao cát dọc theo một con sông ở phía Nam Ấn Độ để ngăn dòng nước dâng cuồn cuộn khỏi tràn thêm vào bờ. Lụt lớn do mưa lũ khiến 2,5 triệu người phải lâm cảnh không nhà. Theo chính quyền đây là trận lụt tệ hại nhất từ nhiều thập niên qua ở vùng Nam Ấn, gây cho 220 người chết, hầu hết ở hai tỉnh Karnataka và Andhra Pradesh. Cơn lụt làm gián đoạn giao thông và thông tin và buộc dân chúng phải tập trung về các khu tạm trú đông đảo của chính phủ.
Nước lụt làm ngập hằng triệu mẫu mùa màng, gồm luôn cả các đồn điền mía, gây lo ngại cho việc sản xuất đường sẽ bị giảm sút ở Karnataka, nơi sản xuất đường đứng hàng thứ ba ở Ấn Độ. Giới doanh gia ước lượng rằng trận lụt cũng ảnh hưởng đến việc sản xuất bắp, ít nhất là 1 triệu tấn ở Karnataka và Andhra Pradesh, nơi chiếm 35% lượng sản xuất bắp toàn quốc. 300.000 bao cát lớn được sử dụng để gia cố cho bờ sông Krishna quá mong manh, nơi chảy vào thành phố Vijayawada, một thành phố 1 triệu dân của tỉnh Andhra Pradesh và cũng là một trung tâm giao thương quan trọng.
300.000 dân sống dọc theo bờ sông được di chuyển đi nơi khác, Còi báo động hụ lên khắp 100 ngôi làng ở ven sông Krishna. Dharmana Prasada Rao, bộ trưởng chuyên trách thuế khóa và cứu trợ tỉnh Andhra Pradesh nói, "Đây là trận lụt lớn nhất từ cả trăm năm nay." Nhân viên chính phủ và các cơ quan cứu trợ dùng trực thăng và thuyền bè để thả thực phẩm, tấm chất dẻo cho những dân làng đang còn bơ vơ ở hai tỉnh Andhra Pradesh và Karnataka. 2,5 triệu nạn nhân của trận lụt hiện đang tạm trú tại 1.200 căn lều tạm, hầu hết đều từ hai tỉnh Karnataka và Andhra Pradesh. Chỉ hai tuần trước đó, hai tỉnh này vẫn còn trong tình trạng hạn hán nghiêm trọng. Các viên chức khí tượng nói rằng một áp suất nhiệt đới thấp ở Vịnh Bengal gây nên những trận mưa lũ bất ngờ.